# La Becièira de Candelh
La Becièira de Candelh (en francès Labessière-Candeil) és un municipi francès situat al departament del Tarn i a la regió d'Occitània.

## Demografia
| 1846                                       | 1962 | 1968 | 1975 | 1982 | 1990 | 1999 | 2006 | 2017 |
| ------------------------------------------ | ---- | ---- | ---- | ---- | ---- | ---- | ---- | ---- |
| 1158                                       | 531  | 594  | 553  | 692  | 736  | 674  | 725  | 749  |
| Des de 1962: població sense dobles comptes |      |      |      |      |      |      |      |      |

## Administració
| Període | Identitat         | Partit |
| ------- | ----------------- | ------ |
| 2001-   | Francis Monsarrat | PS     |